# Município de Cranberry (condado de Crawford, Ohio)
Localização do Ohio nos E.U.A.
O município de Cranberry (em inglês: Cranberry Township) é um município localizado no condado de Crawford no estado estadounidense de Ohio. No ano 2010 tinha uma população de 1579 habitantes e uma densidade populacional de 21,63 pessoas por km².

## Geografia
O município de Cranberry encontra-se localizado nas coordenadas 40° 57′ 17″ N, 82° 50′ 19″ O. Segundo a Departamento do Censo dos Estados Unidos, o município tem uma superfície total de 72.99 km², da qual 72,95 km² correspondem a terra firme e (0,05 %) 0,03 km² é água.

## Demografia
Segundo o censo de 2010, tinha 1579 pessoas residindo no município de Cranberry. A densidade de população era de 21,63 hab./km².